# 潔而精
潔而精，是上海市的老字號川菜館。潔而精創業於1927年，最初位於興安路上，曾由董竹君經營。現在的潔而精位於南昌路和雁蕩路的路口，是新亚富丽华旗下的飯店。